# Sara Soler
Sara Soler Ester (Barbastro, Huesca, 28 de diciembre de 1992) es una historietista española.

## Biografía

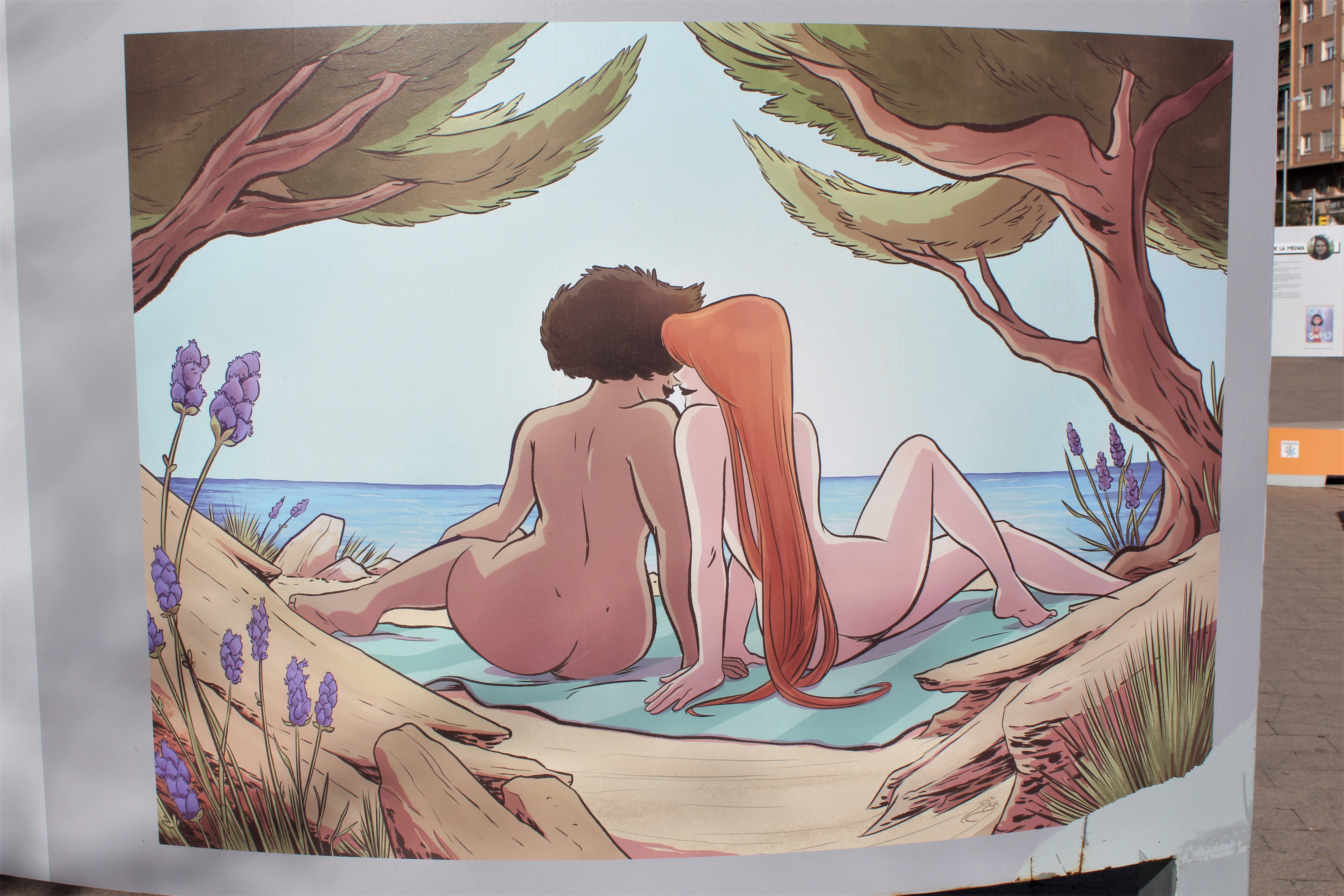
Dibujo de Soler en una exposición en la calle.

Afincada en Barcelona, donde se instaló para estudiar Bellas Artes y posteriormente el curso de Arte Gráfico de la Escola Joso. Allí desarrolló su pasión por el cómic y dio sus primeros pasos en el mundo editorial publicando historias cortas en varios fanzines.
Ha trabajado como diseñadora de vestuario y escenografía en la obra "Morpheus" de Factory Producciones y en estudios de animación como storyboarder y como fondista para la película "Memorias de un hombre en pijama".
Comenzó su carrera en el mundo de la narrativa gráfica en 2017 cuando ganó la segunda ronda de la beca "carnet joven connecta't al cómic", la cual le permitió publicar su primera obra como autora total, "Red & Blue" con Panini cómics.
Desde entonces ha trabajado para diversas editoriales nacionales e internacionales. En el periodo de 2018 a 2020 publicó 'En la oscuridad' y una breve historia dentro de 'Planeta Manga' vol. 2 con Planeta Cómic.
Por otra parte en el mercado americano publicó 'Dr. Horrible: Best friends forever' y 'Plants vs Zombies: A little problem' con la editorial Dark Horse Comics.
Ha trabajado para el mercado americano y el mercado español en varios proyectos simultáneamente, además de impartir clases de cómic en la Escola Joso y de seguir autopublicando algunos fanzines como "US" que ha recibido varios premios a lo largo de 2019 y 2020.
En 2021 el pequeño fanzine de apenas 22 páginas US, se convierte en novela gráfica de la mano de la editorial Astiberri, como resultado, la historia tiene ahora 144 páginas y está a todo color. La novela gráfica sigue cosechando premios y es traducida a otras lenguas y publicada en otros países como Estados Unidos, con la editorial Dark Horse, Francia con Sarbacane y Argentina con Hotel de las Ideas.
Simultáneamente en EE. UU. sale Season of the Bruja, guionizado por Aaron Durán y publicado por Oni Press, una miniserie de 5 números en la que ejerce de dibujante, entintadora y colorista. Esta serie ha sido traducida al español y editada por Astiberri bajo el nombre de "Temporada de Brujas".
En 2025 realiza su primer trabajo en la editorial DC Cómics, para la antología DC PRIDE 2025, como dibujante y colorista de "Master Planner" escrita por Jenny Blake Isabella.
Sigue en activo como dibujante de cómics, en animación, videojuegos y libros ilustrados, además de impartir clases de cómic e ilustración. También es parte del Colectivo de Autoras de Cómic del que es miembro desde 2018, junto al que trabaja en acciones como la exposición "STOP IA GENERATIVA" estrenada en el Cómic Barcelona 2025.

## Obras
- Cimmeria (fanzine)
- Diferente (en colaboración con autores como Miguel Gallardo y Cristina Bueno).
- Dr. Horrible Best Friends Forever (en colaboración con Joss Whedon y José María Beroy).
- En la oscuridad (en colaboración con Diana Franco).[6][7][8]
- Ikigai (en la revista Planeta manga).
- Plants vs. Zombies: A Little Problem (junto con Paul Tobin).[9]
- Primavera Graphic Sound (junto con Alba Cardona, Sagar Fornies, Carlos Moreno, Manu Ripoll, Fran Mariscal, Cristina Charneco y Salva Rubio).
- Red & Blue (junto con Diana Franco).
- Sextories - Historias con chicha #3-5 (en colaboración con Marta Masana, Marcel Pérez Massegú, Esther Vidal, Laura Puig, Andrés Garrido, Rocío Vidal, Inma M. Guillamón, Antonio Guardiola, Jordi Bayarri, Álvaro García, Chemi Baralust, Bea Tormo, Fran Collado y Arkaitz González).
- Us (fanzine, 2019) (Junto con Diana Franco)[10]
- Us (novela gráfica, 2021) publicada por Astiberri
- Voces que cuentan (junto a Patricia Campos, Almudena Grandes, Leticia Dolera, Ana Oncina, María Hesse, Sandra Cardona, Sara Herranz,Esther Gili, Raquel Riba Rossy, Agustina Guerrero y Sandra Sabatés.
- Del otro lado de. Vivencias en cómic de mujeres trans de aquí y de allá (Junto a Xulia Vicente, Susanna Martín y Elsa Ruiz)
- En tu seno, algo más que rosa (junto a Paco Roca, David Rubín, Laurielle, Laura Pérez, Ana Oncina y Cristina Durán).
- La Odisea, publicada por serres (Penguin Random House) (álbum ilustrado infantil)
- Robinson Crusoe, publicada por RBA molino (adaptación infantil del clásico)
- Season of the Bruja (junto a Aaron Durán) publicada por Oni Press.
- Adoquín revista (junto a Álvaro Ortiz, Daniel Foronda, Hombre Picaraza, Mikelodigas y Ángel Perkele).
- Lo quiero para ayer (fanzine) junto a Héctor Marper, Diana Franco, Xavi Juan Sánchez, Moy R., Alba Cardona, Guillermo Lizarán y Álvaro Ortiz.
- Algo le pasa a Ada Tormentas (junto a Georgia Costa) publicada por Salamandra.
- Algo trama Ada Tormentas (junto a Georgia Costa) publicada por Salamandra.
- Transphoria (junto a Phil Falco y Kat Calamia) publicado por Lifeline.
- Master Planner for DC PRIDE 2025. (Junto a Jenny Blake Isabella) publicado por DC Comics.

## Premios
- Premio TRAN del cómic aragonés al nuevo talento emergente 2019.
- Cuqui award 2019 al fanzine más cuqui por el fanzine US. Con Fan Grrrl podcast y Bamf! Comic Freaks
- Premio del cómic aragonés 2019 al mejor fanzine por US.
- Premio Carlos Giménez 2019 autora revelación por la obra En la oscuridad
- Premio Antifaz 2020 del salón del cómic de Valencia a Mejor novela gráfica de temática social por el fanzine US
- Premio del cómic Barcelona 2021 al mejor fanzine por el fanzine US
- Premio del cómic aragonés 2021 al mejor guion por la novela gráfica US
- Premio del cómic aragonés 2021 a la mejor obra aragonesa por la novela gráfica US
- Nominada a mejor obra en los premios de Cómic Barcelona 2022, por la novela gráfica US